# Kurt Schumann (Pädagoge)
Kurt Schumann (auch Curt Schumann; * 20. November 1885 in Dresden; † 12. Februar 1970 in Korbach) war ein deutscher Reformpädagoge und sächsischer Heimatforscher.
Sein Vater war Hugo Schumann (1858–1939), von Beruf Schriftsetzer, Kassenbote und Buchdruckereibesitzer, seine Mutter Hedwig, (geb. Bock, 1857–1917). Am 31. August 1914 heiratete er in Leipzig Martha Schnabel (1888–1968), mit ihr hatte er zwei Söhne, Karl (1919–1944) und Karsten (1923–2009).

## Leben und Wirken
Von 1892 bis 1896 besuchte Schumann die 18. Bezirksschule in Dresden, anschließend die Ehrlichsche Gestiftschule. Er absolvierte von 1901 bis 1907 das Freiherrlich von Fletchersche Lehrerseminar in Dresden. Erste pädagogische Praxiserfahrungen sammelte er bis 1910 in Freiberg. Dann trat er für drei Jahre in den Dresdner Schuldienst. Ab 1908 unternahm er mehrere Auslandsreisen – wiederholt nach Frankreich und Großbritannien – in die Schweiz und nach Algerien. Im Februar 1913 bestand er als Externer die Reifeprüfung in Zittau. Ab Sommersemester studierte er die Fächer Deutsch, Erdkunde, Französisch, Englisch und Pädagogik an der Universität Leipzig. Nach nur fünf Semestern meldete er sich zur Prüfung für das Höhere Lehramt an und schloss sie nach weiteren zwei Semestern im Jahre 1916 mit dem Staatsexamen (summa cum laude) ab. Dann folgte 1917 die Promotion bei Eduard Spranger (1882–1963) über die pädagogischen Auffassungen des englischen Grafen Chesterfield (1694–1773). Ab 1916 lehrte Schumann am König-Georg-Gymnasium in Dresden-Johannstadt, 1918 wechselte er an das Wettiner Gymnasium in Dresden. In der Anfangsphase der Weimarer Republik (bis Ende 1923) förderte er die sächsischen Schulreformbestrebungen als bildungspolitischer Experte der SPD, in der Arbeitsgemeinschaft sozialdemokratischer Lehrer(innen) und als engagiertes Mitglied im Landesverband Sachsen des Bundes Entschiedener Schulreformer. 1919 war er Mitbegründer der Volkshochschule Dresden und 1921 der Dürerversuchsschule. Diese nahm schließlich 1922 als einzige höhere Versuchsschule in Sachsen ihre reformpädagogische ihre Arbeit auf, Schumann wechselte 1925 dorthin als Versuchsschullehrer und Schulleiter.
In enger Kooperation mit der Hamburger Lichtwarkschule wurde die Dürerversuchsschule vor allem durch ihr nationales (seit 1923) und internationales (seit 1929) Schüleraustauschprogramm überregional geachtet. Seit 1921 war er Mitglied im Weltbund für Erneuerung der Erziehung (WEE), ab 1928 in der Deutschen Friedensgesellschaft, in der League of Nations Union, der World Brotherhood Federation sowie der Holiday Fellowship. Auf der Weltbundkonferenz 1929 im dänischen Helsingör zählte Schumann zu Mitbegründern der deutschen Sektion der New Education Fellowship. Nach Hetzprogrammen seit 1930 gegen die Dürerschule und das friedenspädagogische Engagement Schumanns durch deutschnationale und christliche Kreise mit Reaktionen bis in den Sächsischen Landtag hinein, wurde er durch den Beauftragten des Reichskommissars für das Volksbildungsministerium Wilhelm Hartnacke 1933 aus dem Schuldienst entfernt. 1934 erfolgte die Zwangsversetzung nach Zschopau. Die Dürerversuchsschule wurde in eine Normalschule überführt. Seine Lehrertätigkeit von 1934 bis 1945 an der Oberschule Zschopau belegt, dass ein Festhalten an humanistischen Elementen der Reformpädagogik auch in der Nazi-Ära begrenzt möglich war. Nach dem Ende der Nazi-Herrschaft wurde Schumann zum Dezernenten für städtische Schulangelegenheiten bei der Kommandantur Zschopau und zum Leiter der Oberschule Zschopau als Oberstudiendirektor ernannt.
Er engagierte sich dafür, dass seine Oberschule eine demokratische Schule nach dem Vorbild der einstigen Dresdner Dürerschule werden sollte und den Status einer Versuchsschule erhielt. Diese Initiativen scheitern nach der staatlich verordneten Abkehr von Reformpädagogik seit 1948 zugunsten stalinistisch eingefärbter didaktischer Prinzipien nach sowjetischem Vorbild.
Schumann setzte sich für fachliche und pädagogische Kompetenz ein; ideologische Propaganda, zumal in parteipolitischer Verengung lehnte er ab. Mit seiner Abneigung gegenüber Beamtenborniertheit, fachlicher Inkompetenz und Machtarroganz zog er nicht selten den Zorn von Funktionären auf sich. Folgerichtig schied er vor dem Hintergrund der zunehmenden parteipolitischen Ausrichtung der ostdeutschen Schullandschaft 1950 aus dem Direktorenamt aus. 1954 wurde Schumann wieder aus dem Schuldienst entfernt.
Die doppelte Relegierung und Ausgrenzung durch zwei Diktaturen macht die Biografie Schumanns zu einem eindrucksvollen Beispiel für ein Leben im Widerstand gegen Ideologie und Unrecht.
Seit 1952 schrieb er für das Wanderheft „Rund um die Augustusburg“. Sein Aufsatz über das mittlere Erzgebirge in den Sächsischen Heimatblättern fand 1961 in Expertenkreisen eine ganz beachtliche Resonanz. Die für die geographische Forschung wichtigste Arbeit Schumanns, die Erläuterungen zum Messtischblatt Zschopau und Umgebung aus dem Jahre 1956, erschien erst 1977 in dem Standardwerk „Das Mittlere Zschopaugebiet“. 1968 übersiedelte er zu seinem Sohn nach Hessen. Im Februar 1970 verstarb Schumann.